# NK Zapruđe Zagreb
Nogometni klub Zapruđe Zagreb zagrebački je nogometni klub iz naselja Zapruđe. Trenutačno se natječe jedino u omladinskim kategorijama.

## Vanjske poveznice
- Profil, HNS Semafor